# 스와데스
《스와데스》(趙國: Swades, 영어 제목: Our Country)는 인도에서 제작된 아슈토쉬 고와리커 감독의 2004년 드라마 영화이다. 샤룩 칸 등이 주연으로 출연하였고 아슈토쉬 고와리커 등이 제작에 참여하였다.

## 출연

### 주연
- 샤룩 칸
- 게야트리 조쉬

### 조연
- 라자 어웨스티
- 비쉬와 S. 바돌라
- 키쇼리 바랄
- 라제쉬 발와니

## 기타
- Line PD: 애너딜 호사인
- 의상: 반누 아다이야

### 리뷰
- BBC review - 영국방송공사
- Times of India review - 타임스 오브 인디아